# アレロケミカル
アレロケミカル(allelochemical)は、生物の個体間に作用する生化学的信号物質（インフォケミカル, infochemical)のうち、異種個体間に作用するもの。同種個体間に作用するものはフェロモン。
アレロケミカルは、産生および受容する生物の受ける影響によって、アロモン、カイロモン、シノモンなどに分けられる。

## アレロケミカルの分類
アロモン
アロモン(allomone)は、産生側が利益を得て、受容者にはメリットがなく損もあるインフォケミカル。植物の生産する摂食阻害物質や、複雑な例では食植者に摂食された植物が合成する食植者に対する捕食寄生者の誘引物質などがある。
カイロモン
カイロモン(kairomone)は、受容者側に利益を与え産出側にはメリットがないか害がある。分かりやすい例では「獲物の匂い」すなわち捕食者誘引物質など。
シノモン
シノモン(syno-mone)は、両者ともに利益を得る。具体的な例としては「花の香り」が相当する。この例では花は花粉を運んで受粉を媒介してもらい、誘引された昆虫などの送粉者は栄養となる蜜や花粉を得て互いのメリットとなる。
アンチモン
アンチモン(antimone)は、両者に不利益を与えるフェロモンである。ジャガイモや野生トマトの茎の刺毛が壊れた時に産出されるアルカロイドは、植物を守るための捕食虫を遠ざけてしまい捕食虫の捕食機会と植物側の防御機会を奪い食害に遭遇しやすくなる。